# حسین پژمان بختیاری
حسین‌ پژمانِ بختیاری (۵ آذر ۱۲۷۹ –۳ آذر ۱۳۵۳) نویسنده، مترجم، ترانه‌سرا و شاعر معاصر اهل ایران بود.

## زندگی
حسین بختیاری (که بعدها با نام پژمانِ بختیاری شناخته شد) چنین که در مقدمهٔ کویر اندیشه خود به سال تولدش اشاره می‌کند، در ۳ شعبان ۱۳۱۸ مصادف با ولادت حسین ابن علی بوده که مادرش نیز آن را «حسین» نام نهاد که آنروز مصادف است با ۵ آذر ۱۲۷۹ شمسی و بسیاری آن را متولد آبان می‌دانند. در محلهٔ حسن‌آباد تهران به دنیا آمد امّا زادگاه اصلی و دیار پدری وی دشتک در استان چهارمحال بختیاری است. 
او تنها فرزند علیمرادخان میرپنج بختیاری (از مشروطه‌خواهان و خوانین ایل بختیاری) و عالم‌تاج قائم‌مقامی (متخلص به ژاله، شاعر معروف و طرفدار حق رأی زنان و از نوادگان قائم‌مقام فراهانی) بود. پدرش در دورهٔ مظفرالدین‌شاه برای تصدی مناصب نظامی به تهران مهاجرت کرد و صاحب عنوان لشکری میرپنج شد. هنگامی که پژمان یک سال داشت، والدین او از یکدیگر جدا شدند. مادرش بدون طلاق گرفتن از پدر او، خانه را ترک کرد و دیگر اجازه ندادند پسرش را ببیند. پژمان در ۲۷ سالگی مادرش را پیدا کرد و تا پایان عمر مادرش، در کنار او زندگی کرد.
پژمان دوران کودکی‌اش را در سرزمین ایل بختیاری گذراند. چنین که خود در کتاب "کویر اندیشه"، که بقلم خود استاد می‌باشد، گفته‌اند: ".. به سه سالگی رسیدم در این مدت پدرم که اندک سوادی داشت، مرا زیر تازیانهٔ تعلیم گرفت.." و در شش سالگی وارد مکتب‌خانه‌ای در شهر دشتک (چهارمحال و بختیاری) شد.  ۹ ساله بود که پدرش فوت کرد و تحت قیمومت علی‌قلی‌خان سردار اسعد بختیاری (رئیس ایل بختیاری) و پسر او جعفرقلی‌خان سردار اسعد بختیاری قرار گرفت. پژمان هرگز ارثیهٔ پدری خود را دریافت نکرد و برخلاف وصیت پدرش، او را برای تحصیل به اروپا نفرستادند.

## تحصیلات
پژمان چند سال بعد به تهران برگشت و در مدرسهٔ ابتدایی اشراف مشغول تحصیل شد. پس از آن وارد مدرسهٔ سن‌لویی شد و در آنجا زبان و ادبیات فرانسه را فراگرفت. او در سن‌لویی همکلاس نیما یوشیج، و شاگرد نظام وفا بود. پژمان پس از فارغ‌التحصیلی از سن‌لوئی به مشهد رفت و در آنجا ادبیات کلاسیک فارسی را زیر نظر عبدالجواد ادیب نیشابوری، و زبان و ادبیات عربی را زیر نظر بدیع‌الزمان فروزانفر آموخت.محمدابراهیم باستانی پاریزی در مقدمه‌ای با عنوان "مقدمه، بی مقدمه!" که بر دیوان اشعار او نوشته‌ست آورده که:
"... ثانیاً آنکه پژمان بختیاری شاعری کوچک و مرد گمنامی نیست، آدمی که به قول خودش در مجالس نظمی و بزمی کسی چون ایرج میرزا و در حضور ادیب نیشابوری و استاد فروزانفر و مرحوم احمد دهقان-بهمنیار کرمانی بوده.." و چنین ادامه می‌دهد که ".. امثال رهی معیری و گلچین معانی افتخار داشته‌اند که شعرشان در اطلاعات ماهانه در کنار شعر پژمان چاپ می‌شود از تعریف و توصیف ما مستغنی است."
چنین که خود در مقدمهٔ خاشاک گفته‌است، تخلص وی «سرمست» بوده و بعدها تخلص خود را به «پژمان» مبدل نموده بدون آنکه قبلاً آن را جایی دیده باشد و کسی هم معنای آن را نمی‌دانست. حتی معلم عربی و فارسی مدرسهٔ سن لویی، «پژمان» را با احتمالی ضعیف مشتق از «پژمرده» گرفت.

## فعالیت های ادبی
پژمان در سال ۱۳۰۴ به تهران برگشت و خدمت سربازی را آغاز کرد. چون با زبان فرانسوی آشنا بود، او را پس از دورهٔ آموزشی به واحد جدید ارتباطات بی‌سیم فرستادند که وابسته به وزارت جنگ ایران بود و بعدها در وزارت پست و تلگراف و تلفن ادغام شد. پژمان مدتی بعد در همین واحد استخدام شد و تا زمان بازنشستگی‌اش در سال ۱۳۳۷، در همین اداره مشغول کار بود. طی سال‌های ۱۳۰۵–۱۳۰۴، پژمان سردبیر روزنامهٔ فکر آزاد بود که توسط احمد بهمنیار در تهران منتشر می‌شد. پژمان در سال ۱۳۲۷ کتابی دربارهٔ تاریخچه و روند شکل‌گیری خدمات پست، تلگراف و تلفن در ایران نوشت. او همچنین نخستین شمارهٔ مجلهٔ پست ایران را با همکاری نصرالله فلسفی منتشر کرد.
پس از مرگ رهی معیری در سال ۱۳۴۷، پژمان به عنوان مدیر ادبی برنامهٔ گلهای رادیو ایران، جایگزین رهی معیری شد. مهارت پژمان در سرودن اشعار متناسب با موسیقی در برنامهٔ گلها، خیلی زود باعث شهرت او شد. او همچنین عضو شورای شعر و ترانهٔ رادیو ایران بود و در ثبت و ضبط و احیای ترانه‌ها و موسیقی محلی بختیاری در رادیو ایران، نقشی کلیدی داشت. پیشینهٔ روستایی و ایلیاتی هرگز از تخیل پژمان خارج نشد و در اشعار او انعکاس زیادی داشت.
حسین‌پژمان راجع به فرزندانش چنین که خود، در شعر «جهانگیران»، گوید: «.. سر پیری فلک مرا دختر و پسری داد..)) اشاره به دو فرزند، یکی دختر و یکی پسر، کرده و در پی‌نوشت آن نیز به قلم خود نام فرزندانش را آورده‌است؛ به نام‌های فریبا و فریبرز:
"سر پیری فلک پیر مرا
دختری داده و شیرین پسری
سالها جستم ازین رشته ولی
بود سر رشته به‌دست دگری"
همکاری پژمان با رادیو ایران تا سال ۱۳۵۲ ادامه داشت و او را با بسیاری از خوانندگان و آهنگسازان برجستهٔ آن زمان از جمله علی تجویدی، پرویز یاحقی، محمود محمودی خوانساری، جواد معروفی و عبدالوهاب شهیدی آشنا کرد. پژمان در ایجاد انجمن ادبی گوهر نقش مهمی داشت و اشعار و مقالات او در مجلات ادبی مختلف مانند یغما، گوهر، ارمغان، سخن، وحید، آموزش و پرورش و نوبهار منتشر می‌شد.

## فعالیت‌های ادبی
ترجمه برخی از آثار شاتوبریان همچون «وفای زن»، «آتالا» و «رنه».
از آثار منتشر شده پژمان در زمان حیات او می‌توان به آثار زیر اشاره کرد:
بهترین اشعار
تاریخ پست و تلگراف در ایران
زن بیچاره
خاشاک
محاکمه شاعر
اندرز یک مادر
کویر اندیشه
سیه روز
محاکمه شاعر
آتش دل
او همچنین تصحیح کتبی نظیر: لسان‌الغیب دیوان حافظ، دیوان جامی، ترانه‌های خیام، خمسه نظامی، دیوان ژاله قائم مقامی (مادرش) را برعهده داشته‌است.

## ترانه‌سرا
یکی از زیباترین شعرهای این شاعر که توسط آواز خوانان مطرح ایرانی خوانده شده‌است آتش دل می‌باشد. تصنیف آتش دل (آتشی در سینه دارم) اولین بار با صدای قمرالملوک وزیری و آهنگ سازی مرتضی نی‌داوود در مایهٔ دشتی خوانده شد. این تصنیف بعدها توسط خوانندگان دیگری همچون صدیق تعریف و همایون شجریان و سالار عقیلی و مهدیه محمدخانی و گروه پالت بازخوانی شد. متن کامل شعر:
| آتشی در سینه دارم جاودانی             |  | عمر من مرگی است نامش زندگانی          |
| رحمتی کن که از غم‌اَت جان می‌سپارم       |  | بیش از این من طاقتِ هجران ندارم        |
| کِی نَهی بر سرم پای اِی پَری، از وفاداری؟ |  | شد تمام اشک من، بس در غمت کرده‌ام زاری |
| نوگلی زیبا بُوَد حُسن و جوانی            |  | عطر آن گل رحمت است و مِهربانی          |
| ناپسندیده بُوَد دل شکستن                |  | رشتهٔ اُلفت و یاری گسستن                |
| کِی کنی اِی پَری، تَرکِ ستم‌گری             |  | می‌فکنی نظری آخر به چشمِ ژاله بارم      |
| گر چه نازِ دل‌بران دل تازه دارد         |  | ناز هم بر دل من اندازه دارد!          |
| حیف اگر ترحمی نمی‌کنی بر حال زارم      |  | جز دَمی که بگذرد از چاره کارم          |
| دانم‌ات که بر سرم گذر کنی به رحمت اما  |  | آن زمان که بَرکِشد گیاهِ غم سر از مزارم  |
| از نظرهای تو بی مهری عیان است         |  | جان گداز است و نظر که آرام جان است    |
| سیل اشکم با زبان بی زبانی             |  | با تو گوید راز عشقم گرچه دانی         |

## نمونه اشعار
| در کنج دلم عشق کسی خانه ندارد          |  | کس جای در این خانهٔ ویرانه ندارد  |
| دل را به کف هرکه دهم باز پس آرد        |  | کس تاب نگهداری دیوانه ندارد      |
| در بزم جهان جز دل حسرت‌کش ما نیست       |  | آن شمع که می‌سوزد و پروانه ندارد  |
| دل خانه عشقست، خدا را، به که گویم      |  | کارایشی از عشق کس این خانه ندارد |
| گفتم مه من! از چه تو در دام نیفتی      |  | گفتا چه کنم دام شما دانه ندارد   |
| در انجمن عقل‌فروشان ننهم پای            |  | دیوانه سر صحبت فرزانه ندارد      |
| تا چند کنی قصهٔ اسکندر و دارا           |  | ده روزهٔ عمر این همه افسانه ندارد |
| از شاه و گدا هرکه در این میکده ره یافت |  | جز خون دل خویش به پیمانه ندارد   |

نمونهٔ دیگر:
| رفیقان اشک و آهم را ببینید |  | شبی روز سیاهم را ببینید   |
| زبان در وصف حالم ناتوانست  |  | حدیث اشک و آهم را ببینید  |
| بدو کردم نگاهی حسرت آلود   |  | خطا پوشان گناهم را ببینید |
| نگاه اشتیاقم گر گنه بود    |  | نگاه عذرخواهم را ببینید   |
| هنوزم سر به راه عشق‌بازیست  |  | دل گم کرده راهم را ببینید |

در بحبوحهٔ جنگ جهانی دوم و اشغال ایران در سال ۱۳۲۰:
| اگر ایران بجز ویرانسرا نیست      |  | من این ویرانسرا را دوست دارم  |
| اگر تاریخ ما افسانه رنگ است      |  | من این افسانه‌ها را دوست دارم  |
| نوای نای ما گر جانگداز است       |  | من این نای و نوا را دوست دارم |
| اگر آب و هوایش دلنشین نیست       |  | من این آب و هوا را دوست دارم  |
| به شوق خار صحراهای خشکش          |  | من این فرسوده پا را دوست دارم |
| من این دلکش زمین را خواهم از جان |  | من این روشن سما را دوست دارم  |
| اگر بر من ز ایرانی رود زور       |  | من این زور آزما را دوست دارم  |
| اگر آلوده دامانید، اگر پاک       |  | من، ای مردم، شما را دوست دارم |

## مرگ
پژمان در ۳ آذر ۱۳۵۳ بر اثر بیماری سرطان درگذشت و در بهشت زهرا "قطعه۸، ردیف۹۲، شماره۱۰" به خاک سپرده شد. یکی از شعرهای مشهور او بر سنگ مزارش حک شده‌است: «تا رهروی عدم شد جسم شکستهٔ ما/آسایشی عجب یافت اندام خستهٔ ما».

## نامگذاری ها
در ۲۸ آبان ۱۳۹۹، خیابان فاطمی در محدودهٔ خیابان کلاهدوز به نام پژمان بختیاری تغییر نام یافت. در شهرکرد نیز خیابانی به یاد وی نامگذاری شده است.